# Gróf László (színművész)
Gróf László (Abádszalók, 1891. július 6. – Nagyvárad, 1971. május 1.) erdélyi magyar dramaturg, színész, rendező, műfordító.

## Életútja
Szegeden érettségizett (1910), Budapesten az Országos Magyar Királyi Színművészeti Akadémián szerzett oklevelet (1913). Nagyváradon (1913–30), Bukarestben (1930–35), majd Kolozsvárt (1935–40) rendező és színész, a Bolyai Tudományegyetem jogi–közgazdasági karán A színház mint gazdasági vállalkozás c. dolgozatával doktorált (1946). Nagyváradon színész és rendező 1949-től nyugalomba vonulásáig (1960).
Színészként és vállalkozóként része volt az 1920-as évek elején Nagyváradon megindult filmgyártásban, 1925-ben Halló, Amerika! címen Hetényi Elemérrel közösen forgatott filmet. Az erdélyi magyar színjátszás intézményes kereteinek megteremtésében Janovics Jenő oldalán vett részt. A műsor európai nyitottsága érdekében számos színművet fordított német, orosz és román nyelvről magyarra. Irodalmi rendezvények gyakori előadója, dramaturgiai kérdésekről (Ádám és Lucifer viszonya; Petur bán jellemzése; Tiborc panaszkodó vagy lázadó?) és színi esztétikai kérdésekről (az átélésről Diderot nyomán, a színészről a pódiumon és a magánéletben) értekezett. Színi jegyzeteit kolozsvári és nagyváradi napilapok közölték.